# 宝厳院 (川口市)
宝厳院（ほうごんいん）は、埼玉県川口市にある真言宗智山派の寺院。「慈林寺（じりんじ）」「慈林薬師（じりんやくし）」としても知られている。

## 歴史
741年（天平13年）、行基によって開山された。光明皇后の眼病平癒祈願という聖武天皇の勅願により、行基が創建した。その後、文徳天皇・清和天皇の勅願を受けたことから「三勅願寺」といわれている。
1642年（寛永19年）には、幕府より寺領30石が与えられた。当時の境内は11,000坪もあり、周辺にはそれを示唆する地名（「堂下」など）が残っている。領家光音寺、朝日薬林寺の薬師とともに「川口三薬師」と称された。当院は「慈林薬師（じりんやくし）」と呼ばれている。
当院は古刹であるが、仁王門を除く建物は昭和時代に建立されたものである。
なお、当地の地名「安行慈林」は当院に由来している。

## 文化財
- 宝厳院仁王門（川口市指定有形文化財 平成12年3月21日指定）[4]

## 交通アクセス
- 鳩ヶ谷駅より徒歩20分。